# Catskill Park
Catskill Park ist ein State Park in den Catskill Mountains des US-Bundesstaates New York. Er erstreckt sich über Landflächen innerhalb einer Blue Line in vier Counties: Delaware, Greene, Sullivan und Ulster County. Die Gesamtfläche umfasst 700.000 Acre (2800 km²). 2005 gehörten davon 287.514 acre (41 % der Fläche) dem Staat als Teil des Forest Preserve. Der Park wird vom Department of Environmental Conservation (DEC) verwaltet. Weitere 6 % der Fläche gehören der Stadt New York City als Schutzgebiete für die Wasserreservoire in der Region und deren Einzugsgebiete.
Die artenreiche Fauna umfasst unter anderem Rotluchs, Mink, Fischermarder und Kojote. Etwa 400 Schwarzbären bevölkern die Region. Vom Staat werden zahlreiche Campingplätze unterhalten und 300 mi (500 km) an Wegen. Jagen ist während der Saison erlaubt und es gibt etwa 50.000 Einwohner, die vor allem als Ferienbewohner Nebenwohnungen unterhalten. Mehr als eine halbe Million Besucher kommen jedes Jahr.
Der Park wird durch Article 14 der State Constitution geschützt. Dort ist festgelegt, dass alles Land, das innerhalb der Parkgrenze liegt und dem Staat gehört, beziehungsweise erworben wird, niemals verkauft oder abgegeben werden darf und „auf ewig wild“ (forever wild) bleiben muss.
Catskill ist das kleinere und weniger bekannte der beiden Forest Preserves von New York. Einwohner und Unterstützer des Parks fühlen sich daher oft von der Staatsregierung in Albany vernachlässigt. Eine volkstümliche Wendung sagt, dass der Stuhl der DEC-Commissioner nach Norden weist („the DEC Commissioner’s chair faces north“), das heißt, zu den Adirondacks. Die DEC bemüht sich jedoch darum, andere Tatsachen zu schaffen. Einige Schlüssel-Erfindungen für die Verwaltung der Forest Preserves wurden in den Catskills gemacht.

## Geographie
Der Park erstreckt sich vom östlichsten Punkt in der Nähe des Hudson Rivers, westlich von Kingston, zum East Branch des Delaware River bei Hancock nach Westen. Der nördlichste Punkt liegt bei Windham und der südlichste Punkt liegt zwischen dem Dorf Napanoch und dem Rondout Reservoir. Die Blue Line umschließt ein grob herzförmiges Gebiet. Auf weiten Strecken folgen die Grenzen Reißbrett-Linien, im Süden bildet das Roundout Reservoir und im Südwesten das Tal des Beaverkill, im Nordwesten das Tal des Eastbranch Delaware River mit dem Pepacton Reservoir und im Norden das Tal des Batavia Kill natürliche Grenzen. Die Wasserschutzgebiete der Stauseen gehen zum Teil noch über die Blue Line hinaus und schaffen stellenweise Verbindung zu weiteren Schutzgebieten. Die Flächen verteilen sich wie folgt auf die Countys: Delaware 42.000 acre (169,97 km²), Greene 79.200 acre (320 km²), Sullivan 18.800 acre (76,08 km²) und Ulster 154.200 acre (624,02 km²).
Im Gegensatz zum Adirondack Park umfasst der Catskill Park nicht das komplette Gebiet der Catskill Range. Trotzdem liegen bis auf zwei alle 35 Catskill High Peaks innerhalb der Blue Line.

### Management
Entsprechend dem Masterplan, wird das gesamte State Land in den Catskills in zusammenhängende Management Units aufgeteilt in den Kategorien: Wilderness, Wild Forest, Intensive Use Unit und Administrative Unit.
Wilderness
Wilderness ist die am stärksten geschützte Zone. Die Wilderness Areas müssen mindestens 10.000 acre (40 km²) zusammenhängender Gebiete umfassen. Das Land soll „untrammeled by man“ (unzertrampelt von Menschen) bleiben und so nah wie möglich am Naturzustand. Alle Motorgeräte sind verboten, Wege sind auf das Minimum beschränkt und auch Campsites sollen nur in geringstem Umfang unterhalten werden. Menschlicher Einfluss soll so weit wie möglich vermieden werden.
Vor allem die Gipfelregionen und die Urwälder liegen in Wilderness Areas. Nach der Politik der DEC werden alle Gipfel über 3.100 feet (944 m) Höhe als de facto Wilderness behandelt.
Momentan bestehen die Gebiete: Big Indian Wilderness, Windham-blackhead Range Wilderness, Kaaterskill Wild Forest, Indian Head Wilderness, Hunter-west Kill Wilderness, Slide Mountain Wilderness.
Wild Forest
Die Wild Forests unterstehen genauso den Restriktionen von Art. 14, unterscheiden sich von den Wilderness Areas aber meist dadurch, dass sie in niedrigeren Regionen liegen, und Wälder umfassen, die vor nicht so langer Zeit noch genutzt oder ausgebeutet worden waren. Manche von ihnen wurden erst vor dem Erwerb durch den Staat abgeholzt. Daher ist einerseits ein größerer Einfluss des Menschen spürbar und andererseits sind menschliche Nutzungen eher erlaubt.
In Wild Forest Areas dürfen Fahrzeuge nur nach Erlaubnis durch die DEC verkehren, dazu gehören beispielsweise Snowmobile. Auch Cross-Country Ski-Laufen und teilweise Mountainbike-Fahren und Jagen sind erlaubt.
Einige Wild Forest Units wurden gezwungenermaßen eingerichtet um beispielsweise umgebende Wilderness Areas zugänglich zu machen, wie zum Beispiel Overlook Mountain Wild Forest, der einen Korridor durch das Indian Head Wilderness Area bildet um Zugang zum Feuerwachtturm bei Woodstock zu gewähren. Eine vergleichbare Lösung wird für den Hunter Mountain Fire Tower geplant.
Der Halcott Mountain Wild Forest wurde zum Wild Forest erklärt, weil das Gebiet nicht die erforderliche Größe für ein Wilderness Area hat.
Wild Forest Areas sind: Long Pond-Willowemoc in Sullivan County; Touch-Me-Not, Cherry Ridge-Campbell Mountain und Dry Brook Ridge in Delaware County; Balsam Lake, Bluestone, Lundy, Peekamoose Valley, Phoenicia-Mt. Tremper, Shandaken, Sundown in Ulster; Blackhead, Colgate Lake, Hunter Mountain, Kaaterskill, North Point, Windham High Peak Wild Forests, die im neuen Masterplan teilweise zusammengefasst wurden:
Elm Ridge Wild Forest, Halcott Mountain, Sundown Wild Forest, Bluestone Wild Forest, Vernooy Kill State Forest, Willowemoc Wild Forest, Balsam Lake Mountain Wild Forest, Dry Brook Ridge, Delaware Wild Forest, Cherry Ridge Wild Forest, Middle Mountain Wild Forest, Tomannex State Forest.
Intensive Use Units
Intensive Use Units sind bis auf die Ausnahme des Belleayre Mountain Ski Center staatliche Campgrounds, die für eine dauerhafte Nutzung eingerichtet sind.
Die Campgrounds sind generell viel kleiner und mit verschiedenen Einrichtungen ausgestattet. Manchmal grenzen sie direkt an Wilderness oder Wild Forest Areas. North-South Lake als Ausnahme ist ein großes Gebiet (New Yorks größter öffentlicher Campground) mit mehreren Badestränden an beiden Seen, dem ehemaligen Standort des Catskill Mountain House bei Pine Orchard und vielen historischen Wanderwegen im Umkreis.
Weitere Campgrounds sind Beaverkill, Devil’s Tombstone, Kenneth L. Wilson, Mongaup Pond und Woodland Valley.
Administrative Use Units
Administrative Use Units sind noch kleiner und normalerweise unbenannte Parzellen, die nicht zur Nutzung als Forest Preserve ausgeschrieben sind. Namhaft sind Vinegar Hill Wildlife Management Area, Simpson Ski Slope und die Catskill Mountain Fish Hatchery mit dem DeBruce Environmental Education Camp und Esopus Creek Fish and Wildlife Management Parcel.
Außerdem gibt es noch das Bear Spring Mountain Wildlife Management Area
sowie Wasserschutzgebiete und private „Resorts“.
Jenseits der Grenzen des Parks befinden sich in der Nähe weitere Schutzgebiete: Bearpen Mountain State Forest, Murphy Hill State Forest, Kerryville State Forest, Crystal Lake Wild Forest, Witch’s Hole State Forest, Wurtsboro Ridge State Forest, Roosa Gap State Forest, Shawangunk Ridge State Forest, Shawangunk Grasslands National Wildlife Refuge, wosting Reserve, Bear Hill Preserve Minnewaska State Park Preserve.
Die niedrigsten Gebiete des Parks liegen im Südosten in der Nähe des Hudson River am Saw Kill (⊙) an der Blue Line in Kingston, wo das Gelände bis auf ca. 37 m (120 ft) über dem Meer abfällt.

### Geologie
Der höchste Berg ist der Slide Mountain (⊙) im Gebiet von Shandaken mit 1274 m (4180 ft) Höhe. Die Catskill Range besteht vor allem aus Sedimentgestein, Kalksteinen und Sandsteinen, die im Zeitalter Devon entstanden.

### Gewässer
Die Gewässer gehören zu den beiden Flusssystemen des Delaware River und des Hudson River. Namhafte Flüsse sind Esopus Creek, Neversink River, Rondout Creek, Schoharie Creek.

## Geschichte
Das Gebiet war Lebensraum der Mohawk, die dort ihre Jagdgebiete hatten. Später wurden Rohstoffe und Bodenschätze von Holländern, Engländern, Iren und Deutschen ausgebeutet. Lokale Gewerbe betrieben Bluestone-Steinbrüche, Gerbereien, Ernte von Wintergreen und Blueberrys, sowie Fallenstellen, Fischen und später auch Tourismus. Die Primärwälder aus Hemlock and Northern Hardwood Forests an den steilen Berghängen und abgeschiedenen Tälern waren unzugänglich genug, dass sie der Abholzung, der Gewinnung von Gerbstoffen und der Kohleindustrie des 18. und 19. Jahrhunderts entgingen.
Der Park hat eine wichtige Funktion für den Schutz der Wasserressourcen von New York City, er wurde jedoch bereits dreißig Jahre vor der Errichtung des ersten Wasserreservoirs (Ashokan Reservoir) gegründet. Damals deckte die Großstadt ihren Wasserbedarf noch aus anderen Quellen.
1885, als die Legislative des Staats das Gesetz zur Gründung des Adirondack Park beriet, versuchte Ulster County überfällige Zahlungen von Grundsteuern auszulösen, die das County aufgrund eines Gesetzes dem Staat schuldete, welches sechs Jahre vorher gegen den Widerstand seine Vertreter verabschiedet worden war. Das Land vor allem rund um Slide Mountain war in den Besitz des Countys übergegangen, als Holzfäller, die Tannin zum Gerben aus den Hemlocktannen gewinnen wollten, die Bäume fällten und ihr Geld machten, jedoch weiterzogen, ohne dem County Steuern zu zahlen.
Was zurückblieb, wurde, sofern es gute Qualität hatte, als private Jagd- oder Fischgründe an wohlhabende Geschäftsleute aus den Großstädten verhökert, deren selbstsicheres Übertreten der Jagdrechte und Wildern den Unmut der lokalen Bevölkerung verursachte, die daran gewohnt waren, dass das Land ihnen ihre Grundversorgung lieferte. Die weniger wertvollen Landstücke wurden weiter verwüstet, so dass sie nichts hervorbrachten außer verheerenden Bränden.
Ein Team von Forstexperten unter Harvard-Professor Charles Sprague Sargent hatte die Region begutachtet, als die Forest Preserve Bill in Bearbeitung war und hatte sich gegen eine Aufnahme der Catskills in den Schutzstatus ausgesprochen, da seine Wälder nur „Gewässer mit lokeler Bedeutung schützten“. Die Adirondacks hatten dagegen das öffentliche Interesse auf ihrer Seite, weil ein Teil der Geschäftsleute des Staates großes Interesse daran hatten, das der Erie Canal vor Verschlammung bewahrt werden sollte.
Zu gleicher Zeit hatte Ulster einen Prozess gegen den Staat verloren und war aufgefordert worden, Steuern zurückzuzahlen. Zwei Assemblymen aus dem County (einer davon Cornelius Hardenbergh, ein Nachfahre von Johannes Hardenbergh, dem ursprünglichen königlichen Lehensnehmer in einem großen Teil der Catskills 1708), die aufgrund ihres festen Auftretens gegen die Steuerrückzahlungen gewählt worden waren, brachten jedoch mit ausgiebiger Lobbyarbeit ihre Kollegen dazu, einer alternativen Version des Forest Preserve Act zuzustimmen, durch den nicht nur alle Steuerschulden des Countys abgegolten wurden, sondern auch bestimmt wurde, dass der Staat zukünftig alle Grundsteuern übernehmen würde. Diese Ergänzung wurde später für die Adirondacks übernommen und gilt bis heute. Sie entscheidet meist über die Solvenz der Gemeinden und Körperschaften in beiden Parks.
Als New York 1894 eine neue Verfassung verabschiedete, ergriffen die ursprünglichen Lobbyisten für den Park die Gelegenheit, das Gesetz in diesem Dokument einzubetten und alle Schlupflöcher zu stopfen, die Holzfäller und Beamte im Forest Preserve Advisory Board genutzt hatten um die Schutzgesetze weiterhin zu umgehen. Der dabei entstandene Article 14 hat mehrere weitere einschneidende Verfassungsrevisionen überlebt.

### Die „Blue Line“

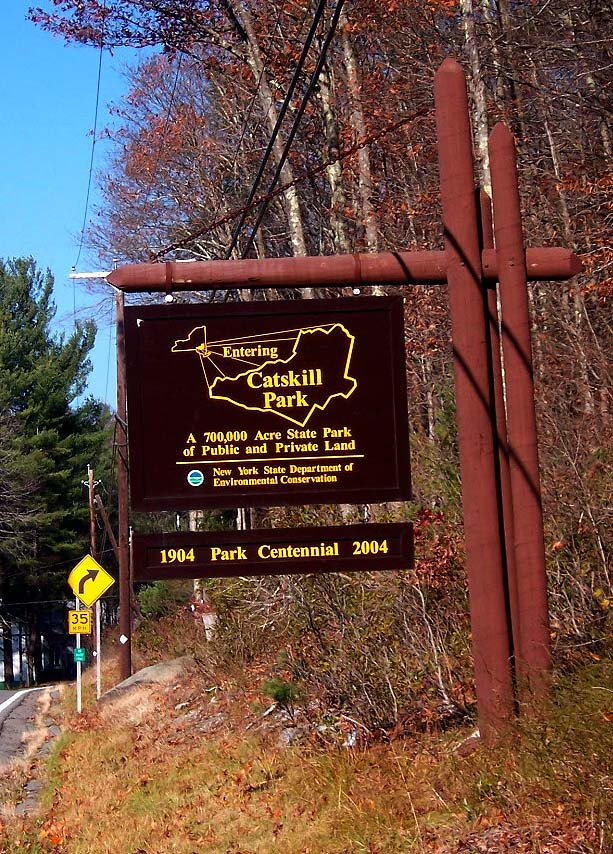
Eingangsschild des Catskill Park am Südende an der NY 55 bei Napanoch.

Die Schaffung des Parks bedeutete auch, dass sich staatliche Ressourcen in der Region zusammenzogen. Zuerst kam der Feuerschutz, eine Einrichtung die den Gemeinden höchst Willkommen war, und zudem eine Einrichtung, die langanhaltende Auswirkung auf die Region haben sollte, weil Feuer-Wachttürme auf einer Reihe von Gipfeln errichtet wurden und Patrouillen regelmäßig entlang der Eisenbahnlinien verkehrten, um Funkenflug-Feuer zu bekämpfen, bevor sie sich ausbreiteten.
Der Schutzstatus veränderte auch die Wahrnehmung der Region als Touristengebiet. Es begann eine Ära, die von Hotels wie dem Catskill Mountain House am North-South Lake dominiert wurde; Hotels, die die Reichen und Schönen bedienten und gleichzeitig den Outdoor Recreationists (Erholungssuchenden in der Natur) die Freizeitbeschäftigungen des Fliegenfischens in Forellenbächen, des Jagens und des Wanderns näher brachten.
1892 investierte der Staat $250 um einen Weg am Slide Mountain einzurichten, nachdem erst kürzlich Arnold Henry Guyot bewiesen hatte, dass dieser der höchste Gipfel im Bergland ist. Dies zog großes touristisches Interesse nach sich und es war der erste Wanderweg, der aus öffentlichen Mitteln in New Yorks Forest Preserves angelegt wurde. Bis heute ist er der meistbenutzte Wanderweg in den Catskills.
Im selben Jahr wurde auch die nördliche Begrenzung des Parks festgelegt, als der Staat sich festlegte, seine Landerwerbungen auf bestimmte Gemeinden zu fokussieren, die durch eine Linie in blauer Tinte um das Gemeindegebiet markiert wurden, ein Brauch, der sich bis heute auf allen offiziellen State Maps fortsetzt.
Zwölf Jahre später, 1904, wurde entschieden, das Gleiche in den Catskills vorzunehmen. Diese Blue Line ging jedoch nicht von den Gemeindegrenzen aus, sondern griff zurück auf die alten Hardenbergh Patent Survey lots, Wasserläufe und Eisenbahn-Wegerechte, wodurch ein klarer abgegrenztes Gebiet entstand. Die Gemeinden der Umgebung erhielten dadurch mehr Planungssicherheit. Eine vergleichbare Praxis wurde daraufhin in den Adirondacks eingeführt und auch die zukünftigen Erweiterungen des Parks folgten diesem Modell.
1912 wurde das Gesetz erneut geändert, so dass der Park sich auf „all lands“ (alle Parzellen) innerhalb der Blue Line erstreckte, also auch auf Privatland.

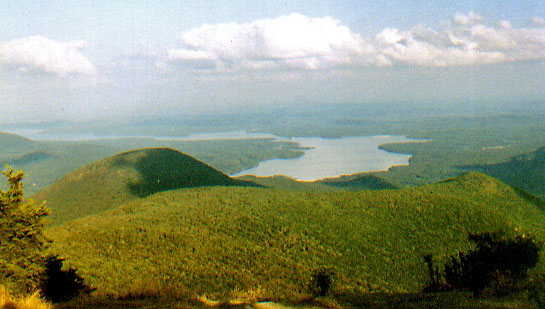
Das Ashokan Reservoir vom Wittenberg Mountain aus gesehen.

### Die Reservoirs
Bald darauf wurde ein neuer Absatz in Article 14 eingefügt, der es erlaubte, Reservoirs (Stauseen) auf drei Prozent der Landfläche im Park einzurichten, somit war Sargents Abwertung der hydrologischen Ressourcen der Catskills widerlegt.
New York City erreichte 1898 seine gegenwärtige Form und begann im folgenden Jahr, nach neuen Wasserressourcen zu suchen. Das bisherige System von Reservoirs im Metropolgebiet und im Westchester County war nicht länger ausreichend. Die Stadt suchte zunächst nach Gebieten im Rockland County (heute Teil des Harriman State Park), musste jedoch feststellen, dass eine Gruppe von Spekulanten in der Ramapo Water Company bereits die Wasserrechte erworben hatte. Es wurde also notwendig, weiter nördlich nach Quellen zu suchen und nur im Catskill Park war eine geeignete Fläche am Esopus Creek zu finden, auf der das Ashokan Reservoir entstand.
1905 schuf der Staat Water Supply Commissions auf verschiedenen administrativen Ebenen inklusive der obersten staatlichen Ebene. Dadurch konnten die schnell eskalierenden Konflikte gelöst werden, die sich unter anderem um die Pläne des Staates entsponnen hatten, in den Catskills Land zu enteignen um die beiden Reservoirs Ashokan und Schoharie Reservoir, sowie den Shandaken Tunnel zu errichten.
Die Stadt hatte Erfolg und der Bau des Ashokan Reservoir begann im folgenden Jahr. Mehrere kleine Weiler (hamlets) und viele Landbesitzer mussten weichen. Einige Siedlungen, wie Shokan, West Shokan und Olive Bridge sind jedoch bis heute vorhanden. Der Esopus wurde 1913 angedämmt und konnte zwei Jahre später das erste Wasser in die Stadt abgeben. Die gerichtliche Beilegung von Landansprüchen dauerte bis 1940.

### Mitte des 20. Jahrhunderts
Das entstandene Modell bestand, mehr oder weniger, über die nächsten 50 Jahre. Innerhalb der Blue Line erwarb der Staat Land (durch das State Parks Council und später das Conservation Department) und, sofern es Zeit und Mittel erlaubten, errichtete er Wege, Hütten (lean-tos) und Wachttürme, ohne Bezug zu einem größeren Plan und oft ohne Koordination oder Einsicht in die Maßnahmen, die andere staatliche Behörden durchführten.
Dennoch wurden wichtige Schritte getan. Staatliche Anleihen (Bond issues), die von den Stimmberechtigten 1916 und 1924 verabschiedet wurden, erlösten $12,5 Mio. und brachten die Erwerbung von zusätzlich 121.000 acre (490 km²) zum Staatsbesitz. Die Weltwirtschaftskrise der späten 1920er und 1930er machte viele Parzellen zu niedrigen Preisen erhältlich und unter dem aggressiv agierenden Robert Moses in der Leitung der State Parks, wurden wertvolle Gebiete, wie die Devil’s Path Range, der Gipfel von Slide Mountain und Windham High Peak Teil des Forest Preserve.

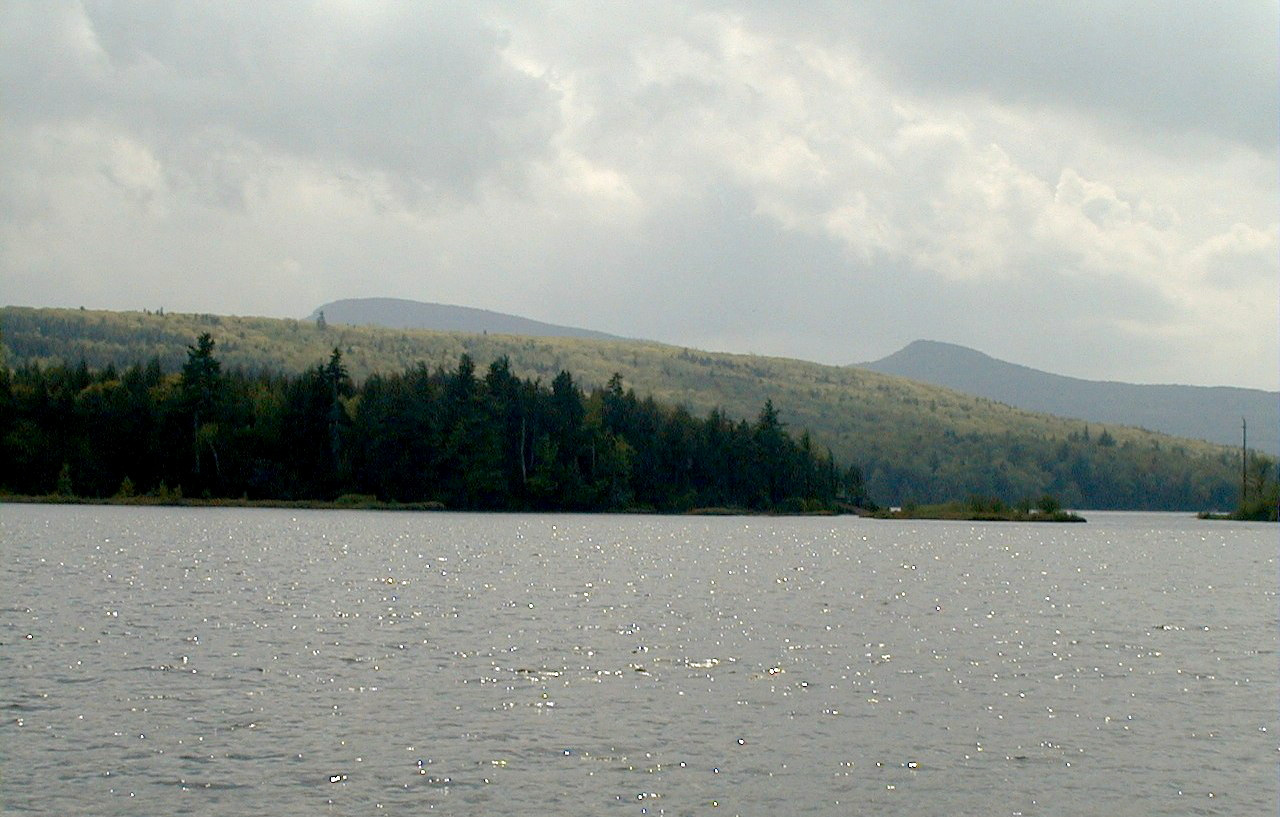
North-South Lake

Von 1926 bis 1931 entstanden die ersten vier staatlichen Campgrounds im Park.
Während der Weltwirtschaftskrise wurden durch die Politik des New Deal Programme geschaffen, die Arbeitskräfte bereitstellten, wie im Civilian Conservation Corps. In diesem Zug wurden Wege angelegt und Flächen aufgeforstet. Die staatliche Conservation Commission gab die ersten Booklets über die „Catskill Trails“ heraus.
Die Wanderwege verfielen jedoch schnell wieder und wurden kaum genutzt. Raymond H. Torrey schrieb am Ende des Jahrzehnts, dass Wanderer die Catskills als passé ansahen und lieber die Adirondacks und höhere Gipfel im nördlichen Neuengland ansteuerten. Im Gegensatz zu diesen Regionen formierten sich für die Catskills niemals dauerhaft Wander- oder Freizeitorganisationen, wodurch dem Park auch ein Unterstützerforum fehlte. In den späten 1920ern bildete sich zwar ein Catskill Mountain Club, der sich aber nach zwei Jahren wieder zerstreute. Die New York – New Jersey Trail Conference unterhält mittlerweile die meisten Wege im Catskill Park und rund um den Slide Mountain.
Die wichtigste Änderung in dieser Zeit war die Anpassung von Art. 14 1948, wodurch der Bau des Belleayre Mountain Ski Center ermöglicht wurde und Skiläufer angelockt wurden, nachdem in den Adirondacks das Whiteface und das Gore Ski Area entstanden waren. Das Skigebiet besteht bis heute und in der Folge entstanden mehrere private Skigebiete wie Hunter Mountain und Windham Mountain.
Der Bau der Interstate 87 (New York State Thruway) entlang des Hudson Valley und der Ausbau der Route 17 als freeway entlang der Südwestgrenzen des Parks ermöglichte einen besseren Zugang während der 1950er und 60er, auch wenn die Route 17 von Forellenfischern stark bekämpft wurde, weil einige der ursprünglich geplanten Brücken am Beaver Kill besonders gute Angelplätze zerstört hätten.
New York City errichtete drei weitere Reservoirs teilweise auf Parkgelände: Neversink, Rondout und Pepacton Reservoir.
1957 hatte die Blue Line schließlich den Umfang erreicht, den sie bis heute hat. Sie umfasst nun Gebiete bis hart an die Stadtgrenze von Kingston und an den Thruway im Osten und größere Gebiete der Countys Sullivan und Delaware im Westen.
1966 wurde der Catskill Mountain 3500 Club gegründet, ein Gipfelsammler-Club, der informell schon mehrere Jahre existiert hatte. Dies war die erste Organisation, die als Sprachrohr einer Catskill Hiking Community gelten kann. Lange Jahre blieb sie auch die einzige derartige Organisation mit dem Fokus auf den „Catskills“.
Drei Jahre später, 1969 wurde das Catskill Center for Conservation and Development gegründet, eine Organisation, die für die Catskills wenigstens teilweise die Funktion übernahm, welche die ehrwürdige Adirondack Council and Association for the Protection of the Adirondacks für den Park im Norden übernommen hatte.

### DieTemporary Commissionund derMaster Plan
Die Verhältnisse änderten sich wieder am Beginn der 1970er. Die Ära des Borscht Belt endete, als die Beschränkungen für Jüdische Gäste in anderen Hotels und Resorts durch den Civil Rights Act of 1964 aufgehoben wurden und jüngere Generationen von Juden sich besser integriert fühlten als ihre Eltern und Großeltern.
Im Kielwasser des Woodstock-Festivals folgten viele jüngere Menschen dem Ruf „get ourselves back to the garden“ (bringen wir uns selbst in den Garten zurück) und die Catskills gehörten zu den Gebieten, deren Campingplätze und Pfade sich mit Rucksackwanderern und „Counter-Culture“-Enthusiasten füllten. Pfade, die ein Jahrzehnt früher beinahe wieder verschwunden waren, wurden plötzlich intensiv genutzt.
Am Tag der Erde 1970 unterzeichnete, Gouverneur Nelson Rockefeller ein Gesetz, welches die wachsenden Sorgen um die Umwelt aufnahm, indem es das Conservation Department, das bisher schon die Catskills und die Adirondacks verwaltet hatte, mit mehreren anderen Ämtern verband und das New York State Department of Environmental Conservation (DEC) schuf, welches bis heute das Forest Preserve verwaltet.
Eine Idee, die das Catskill Center schon lange verfochten hatte, wurde 1973 Wirklichkeit, als der Staat eine Temporary Commission to Study the Future of the Catskills (Studienkommission zur Zukunft der Cartskills) einsetzte. Diese Kommission beschränkte sich nicht auf die Gebiete innerhalb der Blue Line, sondern bezog alle Gebiete ein, die zur Catskill-Region gezählt werden können. Dazu gehörten alle vier Counties des Parks sowie Schoharie County, Otsego County und zwei Städte in der Südwestecke von Albany County. Zum ersten Mal wurden die Ressourcen des Parks von staatlicher Seite bewertet.
Es gab einige Unruhe in der Region, als die Adirondack Commission die Einrichtung einer umfassenden Landnutzungsbehörde empfahl, welche die Adirondack Park Agency bereits voll umgesetzt hatte. In der Region führte dies jedoch zu großem Zorn, weil die Agency die Bestimmungen zur Landeinteilung (zoning regulations) viel strikter auslegte, als es die Städte bisher getan hatten und Kleinkriege gegen langjährige Anwohner wegen relativ kleiner Verstöße geführt wurden. Die Anwohner der Catskills fürchteten, dass sie ähnliche Zustände erwarteten.
Als die Kommission die gleichen Vorschläge für die Catskills prüfte, entschied sie sich letztendlich in ihrem Abschlussbericht 1975 dagegen. Jedoch empfahl sie, für den Staatsbesitz des Forest Preserve einen Masterplan zu erstellen, was umso wichtiger war, da die Verwaltung (bis heute) in zwei unterschiedliche Regionen eingeteilt war.
Weiter empfahl sie, einem Trend in der öffentlichen Landverwaltung folgend – und der Empfehlung eines gesetzgebenden Komitees in den 1960ern, dass wenigstens vier der wachsenden Parzellen („management units“) des Forest Preserve formal zu Wilderness Areas oder Wild Forests erklärt werden sollten. Auch diese Unterscheidung hatte sich schon in den Adirondacks bewährt. Die Wilderness Areas entsprachen den U.S. Wilderness Areas der Bundesregierung, wie sie in den Nationalparks und United States National Forests im Westen schon eingerichtet worden waren, allerdings mit etwas weniger Restriktionen; die Wild Forests sind eine noch offenere Kategorie, die es nur in New Yorks Forest Preserves gibt, und in denen mehr menschliche Aktivitäten erlaubt sind.
Ein Master Plan wurde entwickelt und Anfang der 1980er in Angriff genommen. Das DEC beschäftigte sich eingehend damit, welche Zielgruppen auf welchen Wegen zugelassen werden sollten (Wanderer, Snowmobilfahrer, Reiter, Cross-country-ski-Läufer u. a.) und markierte die Pfade dementsprechend.

### Die 1990er

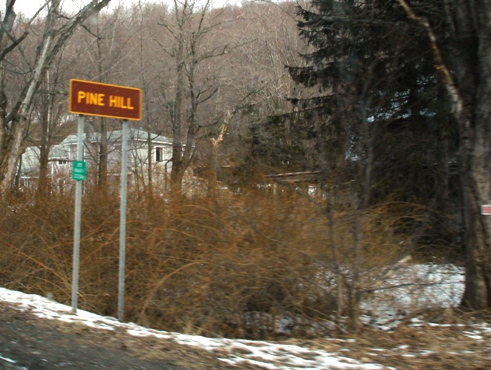
Einer der besonderen Wegweiser des Parks zum Dorf (hamlet) Pine Hill.

Eine weitere Innovation aus den Adirondacks, welche die Förderer der Catskills kopieren wollten, war die Einrichtung eines Interpretive Center, welches als Informationszentrum für Besucher dienen und eine Anlaufstelle für den regionalen Tourismus werden soll.
Schubweise begann dieses Projekt unter der Leitung von Gouverneur Mario Cuomo. Ein Standort wurde an Route 28 in der Nähe des Weilers Mount Tremper gefunden. Dort wurde gerodet und Straßen wurden gebaut um das zukünftige Gebäude zugänglich zu machen. Die Palisades Interstate Park Commission wurde als Betreiber verpflichtet (um die Beschränkungen von Art. 14 zu umgehen) und die New York–New Jersey Trail Conference plante die Trasse des Long Path daran vorbei zu führen.
1995 jedoch übernahm ein neuer Gouverneur, George Pataki, das Amt und entschied nach einiger Überlegung, aufgrund finanzieller Aspekte, das Projekt aufzuschieben, so dass es bis heute noch nicht steht. Das Gelände, von den Einheimischen als die „Straße ins Nirgendwo“ (road to nowhere) bezeichnet, wird noch immer betreut, aber es gibt keine Angebote, außer einem Platz zum Picknicken und einem kurzen Naturlehrpfad.
Eine Vollendung des Projekts war ein Eckpunkt des Public Access Plan von 1999, der wiederum in der Nachahmung der Adirondacks entworfen wurde und Vorschläge zur Verbesserung des öffentlichen Bewusstseins in Bezug auf die natürlichen Ressourcen des Parks machte. Nur einige dieser Vorschläge wurden umgesetzt, wie zum Beispiel Verbesserungen des Wegenetzes (Beispielsweise ein Verbindungspfad über Mill Brook Ridge, der den Finger Lakes Trail vervollständigte und das Wanderwegenetz um die niedrigeren Gipfel in der Delaware County section mit dem lang eingeführten Wanderwegenetz in Ulster und Greene County verband).
1999 deklarierte Pataki die meisten Gipfel der Catskill High Peaks als Vogelschutzgebiete (Bird Conservation Areas), in Anerkennung ihrer bedeutenden borealen Nadelwälder als Sommer-Habitat für die Bicknelldrossel, die erst kürzlich als eigene Art anerkannt worden war. Dies war die erste derartige Kennzeichnung im Forest Preserve und diesmal waren es die Adirondacks, die später nachzogen.

### Gegenwart
2003 veröffentlichte die DEC ihre lang erwartete überarbeitete Neuauflage des Master Plan. In dem neuen Plan wurden mehrere Wild Forests in Wilderness Areas umgewidmet und weitere Regeln für die Nutzung der Wilderness Areas, wie zum Beispiel eine Beschränkung der Gruppengrößen.
Der umkämpfteste Aspekt war jedoch die Beschränkung des Mountain Biking auf bestimmte Wege und ein Verbot für die Wilderness Areas. Während dies an allen anderen Orten bereits durchgeführt worden war, wurde dies von Mountainbikern und deren Lobby-Organisationen schwer angefochten.
Der überarbeitete Masterplan wurde daraufhin erst im August 2008 beschlossen.